# فرامینگهم ارل
فرامینگهم ارل (به انگلیسی: Framingham Earl) یک روستا و محله مدنی در بریتانیا است که در South Norfolk واقع شده‌است. فرامینگهم ارل ۲٫۵۶ کیلومتر مربع مساحت و ۸۷۱ نفر جمعیت دارد.